# Резистентність (психіатрія)
Резисте́нтність — в психіатрії означає опір організму людини до лікування психічного захворювання психотропними лікарськими засобами (антидепресантами, нейролептиками, транквілізаторами).
Здебільшого резистентність можна усунути застосуванням спеціальних антирезистентних методів лікування психічного розладу.
Найрадикальнішими методами усунення резистентності є шокові методи (ЕСТ, атропінокоматозна терапія, інсулінокоматозна терапія).